# Escenaris Especials
Escenaris Especials és una associació de teatre de Banyoles que treballa amb persones amb discapacitat, autisme, trastorns mentals o en deshabituació de tòxics, per lluitar contra els estigmes d'aquest col·lectiu. L'associació va néixer a Banyoles l'any 2006 de la mà de la psicòloga i dramaturga Clàudia Cedó que, amb el suport de l'Aula de Teatre i l'àrea de Cultura de la ciutat, es va oferir per a fer classes a diverses fundacions i centres per a persones en risc social.
Escenaris Especials treballa exercicis de cos, veu, improvisació, clown i expressivitat emocional, entre altres tècniques, per oferir a l'alumnat un espai de llibertat i de joc que doni valor i potenciï les seves capacitats. Els espectacles que han estrenant reflecteixen les inquietuds de l'alumnat amb la idea de donar-los veu sobre temes que els interessen. Destaquen les actuacions de 2012 a l'Estadi de Montjuïc, dins La Festa dels Súpers; el 2014, quan van guanyar el Premi al Compromís de les comarques gironines; i el 2015, amb el premi Banyolí de l'any a l'Entitat Social. Actualment el projecte atén més de 100 alumnes de 10 fundacions de la demarcació de Girona.
L'any 2019, en el marc del CLAM - Festival Internacional de Cinema Social de Catalunya a Navarcles, rebé el Premi Pere Casaldàliga a la Solidaritat en reconeixement «de la seva obra de contribució a fer que la solidaritat entre les persones sigui un fet notori».
| «                       | Si fóssim capaços d'escoltar totes les veus, de donar cabuda a tota la diversitat que, per sort, hi ha al nostre voltant, la cultura en sortiria enriquida. No volem donar veu als nostres alumnes, volem donar orelles a la resta. | » |
| — Anna del Barrio, 2019 | |   |